# باسل البياتي
باسل البياتي (1946-) هو مهندس معماري ومصمم عراقي ولد في بغداد، وعاش الجزء الأكبر من حياته في أوروبا ولا سيما لندن، وصفه «نيل بينغهام» في كتابه المعنون «100 عام من الرسم المعماري: 1900-2000» بأنه «مهندس معماري يلتقي فيه الشرق بالغرب»، ويعتبر البياتي من أهم رواد العمارة المجازية وكان في طليعة روادها، حيث يُستخدم في هذا المجال القياس والاستعارة كأساس للإلهام المعماري ولاستكشاف الأنماط الهندسية والتصميمية الموجودة في الطبيعة.
وهو أيضًا مخترع ما أسماه «آلية الوسيطة (أو جهاز المثير)» وهي آلية تغذية راجعة هندسية يستخدمها غالبًا لتوليد الشكل والطريقة في عملية التصميم.
يعمل باسل على تصميم الأثاث والقطع الفنية المنزلية باستخدام تقنيات متنوعة مثل الأعمال المعدنية والترصيع والزجاج والسيراميك والأعمال الحجرية، وقد ألف تسعة كتب تتركز بشكل أساسي في الهندسة المعمارية وتتضمن الخيال والسيرة الذاتية.
يقيم باسل في مالقة بجنوب إسبانيا ويدير فيها مركزًا ثقافيًا وممارسة معمارية ناجحة ويتابع كتاباته.

## النشأة والتعليم
ولد باسل البياتي في 13 مايو 1946 في حي الأعظمية ببغداد، وهو الابن السادس من عشرة أبناء.
بدأ دراسته الجامعية في قسم العمارة في كلية الهندسة جامعة بغداد بتوجيه من الدكتور محمد مكية،  وأصبح حينها عضوًا في نقابة المهندسين العراقية وجمعية المهندسين المعماريين العراقيين وجمعية المهندسين الكويتيين.
انتقل إلى لندن في 1970 لمواصلة دراسته، وحصل على منحة من المجلس البريطاني للالحتاق بكلية لندن الجامعية، حيث درس تحت إشراف البروفيسور باتريك واكيلي،  حصل على دبلوم في مقرر الدراسات العليا في «أسلوب التصميم والعملية الإبداعية» في «مدرسة الجمعية المعمارية للهندسة المعمارية»، وواصل بحثه في علم نفس الإبداع مع «أندرو سزميدلا» وقضى عامًا في البحث في الهندسة الإنشائية مع «بول ريجان»، وفي 1978 حصل على بكالوريوس العلوم في الممارسة المهنية من كلية الفنون التطبيقية في وسط لندن، وفي وقت لاحق من نفس العام سجل في مجلس تسجيل المهندسين المعماريين، وفي عام 1980 أُنتخب لعضوية المعهد الملكي للمهندسين المعماريين البريطانيين، وأصبح زميلًا لكلية البناء في عام 1981 وهي المعروفة حاليًا باسم منتدى البيئة المبنية،  وفي 1982 أُنتخب عضوًا في «رابطة المهندسين المعماريين والمساحين المدمجة» والتي تُعرف حاليًا باسم جمعية تشارترد لمهندسي البناء، وهو عضو في المعهد البريطاني للتصميم الداخلي.
بعد حصوله على الدكتوراه أمضى البياتي وقتًا في السفر ودراسة الطرز المعمارية المُختلفة حول العالم مثل الهند والصين والشرق الأدنى والشرق الأوسط، وبعد عودته عُين زميلًا في الجمعية الجغرافية الملكية والجمعية الملكية الآسيوية، والجمعية البريطانية لدراسات الشرق الأوسط، وجمعية الدراسات المغربية.

## المسيرة المهنية
بعد تخرجه من جامعة بغداد أفتتح باسل مكتبه الأول «باسل البياتي وشركائه» في بغداد وفي البصرة،  وأثناء دراسته في لندن عمل في عدد من الأعمال المعمارية قبل أن يصبح مستشارًا للشرق الأوسط في شركة «فيتزروي روبنسون وشركائه»، وفي منتصف السبعينيات عمل في مشروع لإعادة تطوير ملعب وايت سيتي وإعادة تطوير «شارع ليفربول - شارع برود» الذي يضم محطة سكة حديد ومتاجر ومكاتب وفندق ووسائل راحة مدنية،  وفي أواخر السبعينيات افتتح أول مقر له في لندن «باسل البياتي - مهندس معماري».
في 1983 نقل مقره إلى مطحنة قديمة كان قد أعاد ترميمها وتجديدها، وكانت هذه الأيام هي أكثر الأوقات ازدحامًا في حياته المهنية وبالنسبة له فترة إبداعية للغاية، حيث عمل على تصميم وتجديد المباني في لندن وفي جميع أنحاء الشرق الأوسط، ونشر الكثير من أعماله في هذا الوقت في عدة كتب أبرزها «باسل البياتي: مهندس معماري» و«باسل البياتي: أعمال حديثة»، وذلك بعد علاقة مثمرة مع «أندرياس باباداكيس» من إصدارات الأكاديمية.

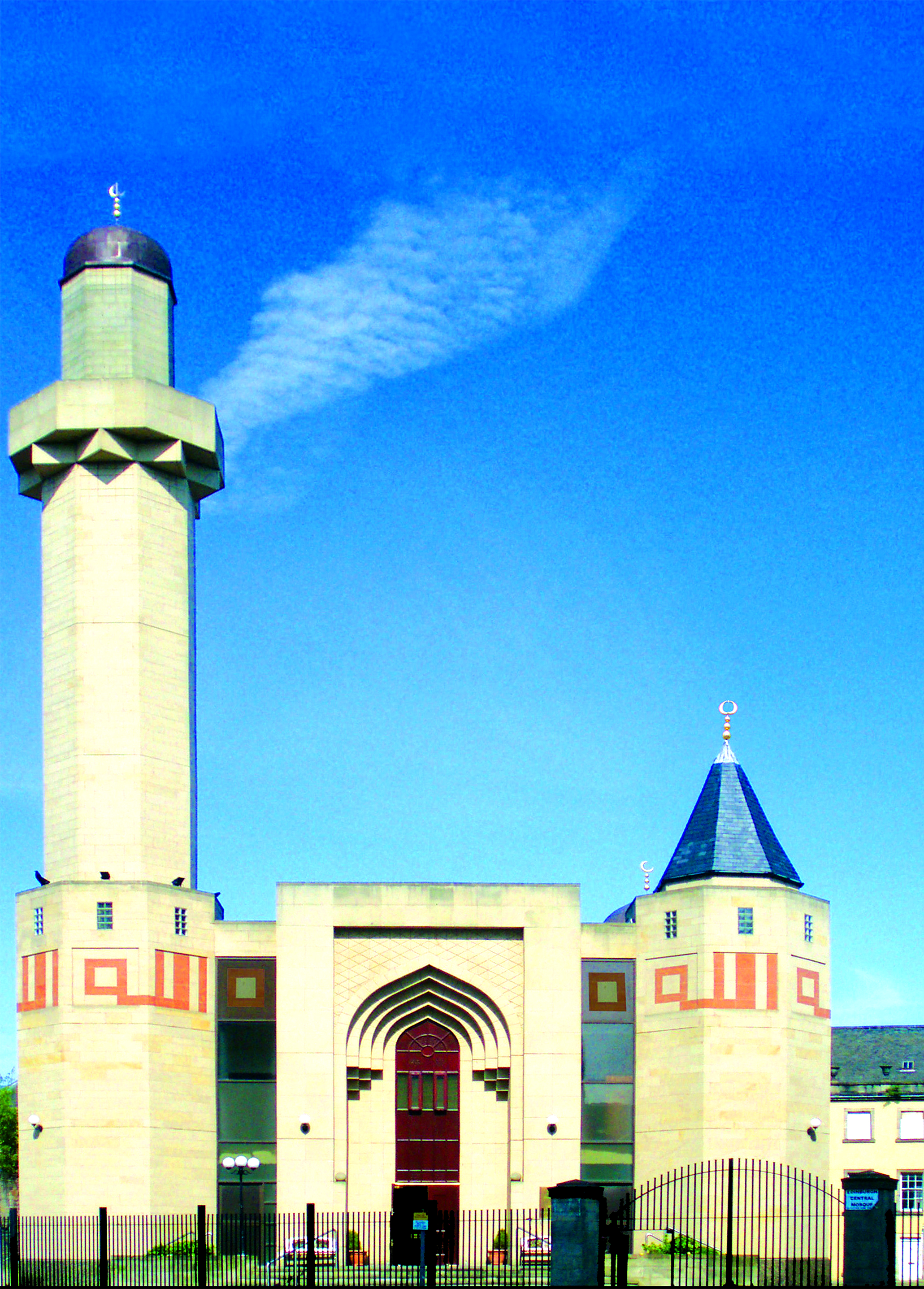
الجامع الكبير في ادنبره

في 2003 نقل مكاتبه إلى مكان الاستوديو الخاص به في استوديوهات سانت بول، أحد استوديوهات الفنانين الشهيرة التي صممها فريدريك ويلر في 1890، وفي 2008 انتقل إلى مالقة الإسبانية هناك استحوذ على مبنى مُدرج من خمسة طوابق صممه المهندس المعماري الإسباني الشهير «جيرونيمو كويرفو»، وبدأ في تجديد المبنى وتحويله إلى مركز معماري.

## أعمال بارزة

### الجامع الكبير بإدنبرة 1987
أشتهر البياتي بشكل خاص بالمسجد الكبير في إدنبرة والذي يُعرف باسم مسجد إدنبرة المركزي، حيث قال أستاذ الفن الإسلامي والآثار بجامعة لندن جيزا فيرفاري: «بالاعتماد بشكل أساسي على التقاليد الإسلامية وخاصة التركية، تتفاعل العناصر المعمارية والتفاصيل الزخرفية مع العادات المعمارية والزخرفية القديمة في اسكتلندا بنجاح».
جمع مخطط البياتي التفصيلي بين النصوص الخطية لعمارة المساجد مع الزخرفة المربعة المستمدة بمهارة من الترتان المنقوش.

### جامع النخيل في جامعة الملك سعود 1984

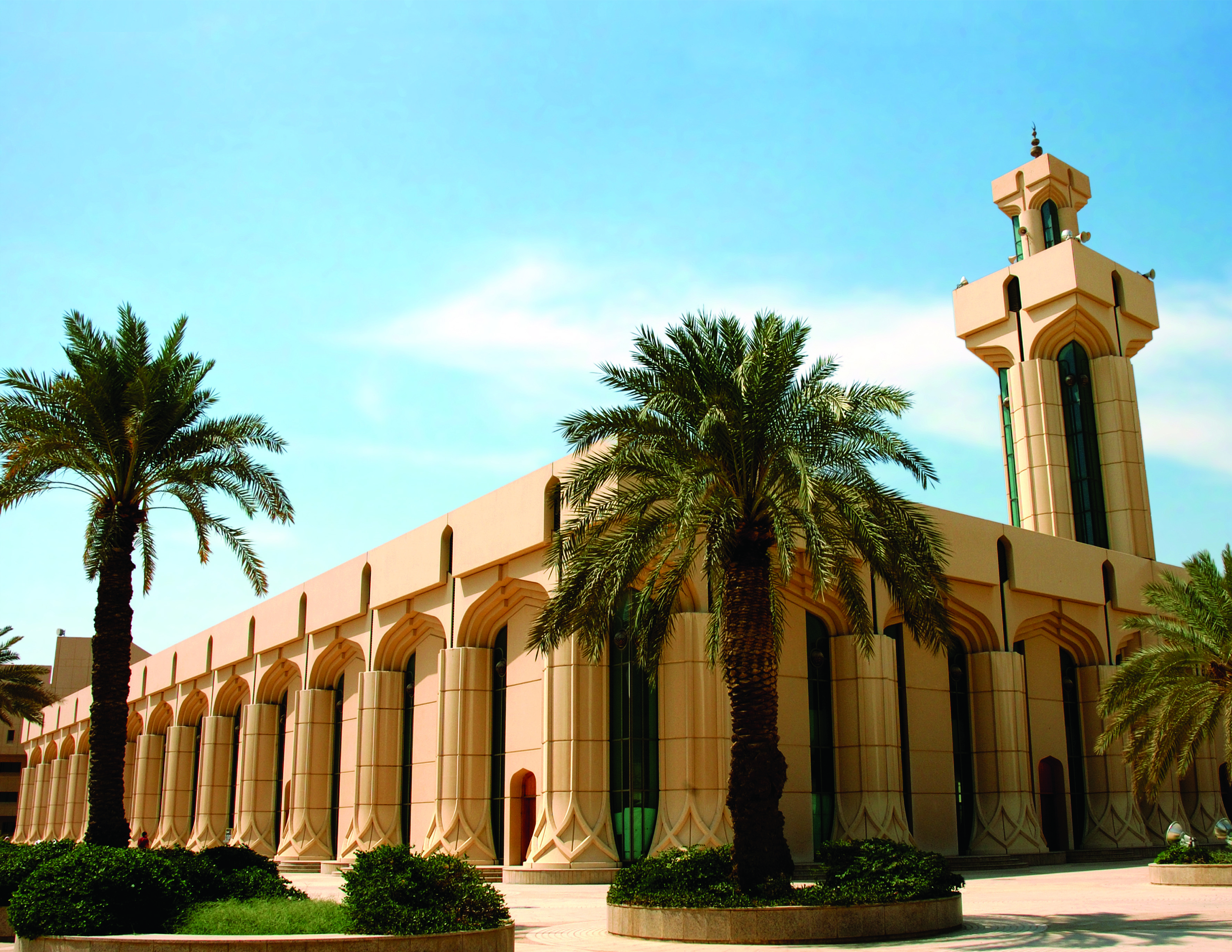
مسجد النخيل بجامعة الملك سعود بالرياض

فاز البياتي بالجائزة الأولى في مسابقة الملك سعود لبناء المسجد الرئيسي للجامعة في عام 1982، وقد اشتمل تصميمه على شكل جذع النخيل كما هو مستخدم في المسجد النبوي الأول في المدينة المنورة، وحصل العمل على إشادة كبيرة وقيل أنه «يُمثل بداية عهد جديد وإحياء جديد في العمارة الإسلامية».
رسم «غاني العاني» الخط الداخلي فوق الأبواب وفي المحراب،  وكان من تلاميذ هاشم الخطاط،  وقد دَرس البياتي عند غني العاني في كلية الهندسة في بغداد، وقد رُشح المبنى لجائزة الآغا خان للعمارة في 1992.

### بوابة جامعة الملك سعود في الرياض

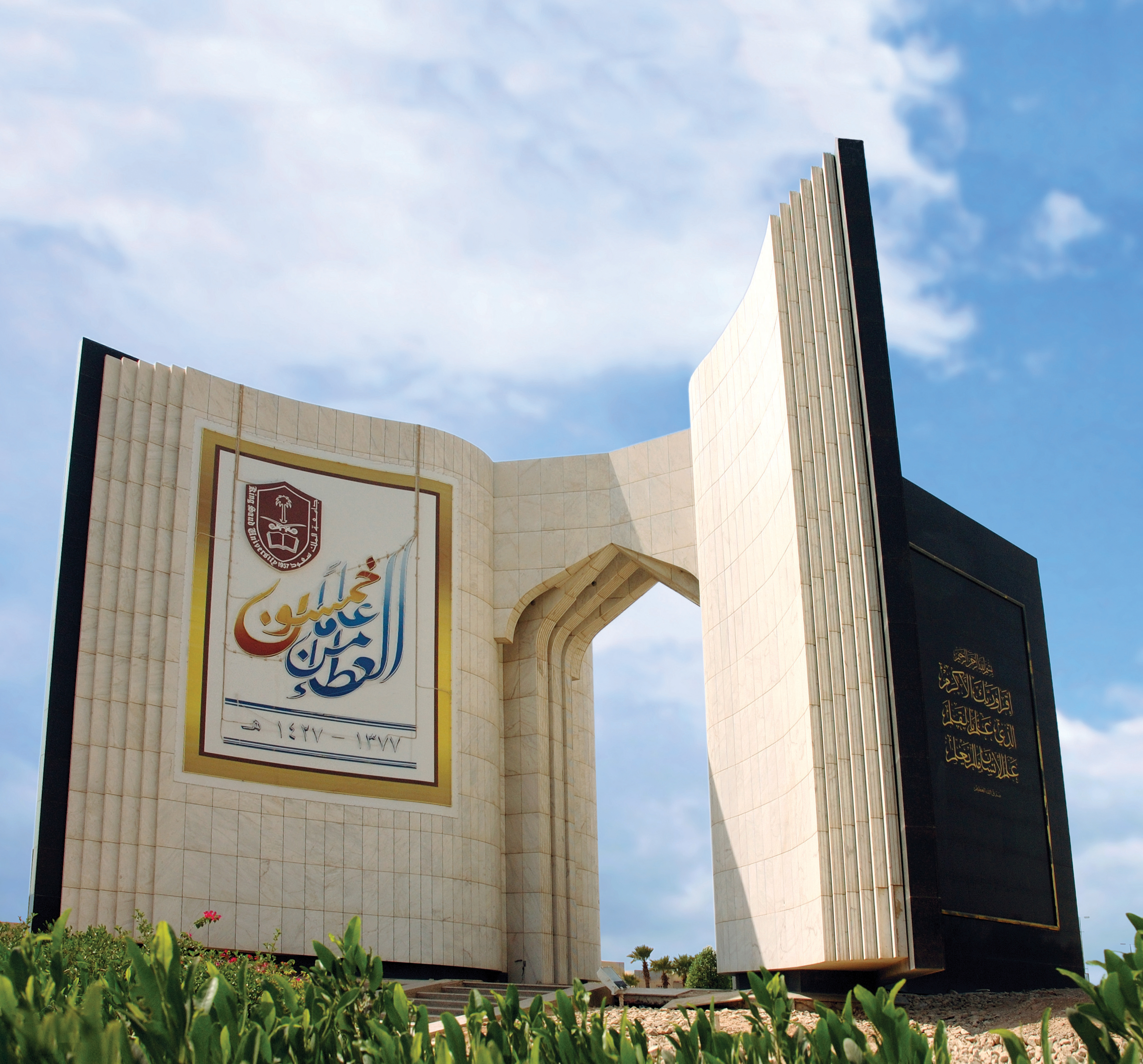
بوابة مدخل جامعة الملك سعود، الرياض

يرتكز تصميم الدكتور البياتي لبوابة جامعة الملك سعود على الإيمان والمعرفة، يتكون التصميم من كتابين يُمثلان المعرفة والإيمان، وقد وضعا الكتابان مُتشابكان في الصفحات مما يدل على العلاقة الوثيقة بين الإيمان والمعرفة، وكُتبت آيات من القرآن عن الإيمان والمعرفة بخط جميل في غلافات الكتب،  وكانت فكرة التصميم هي أن «الإيمان والمعرفة ركيزتان يجب أن يؤخذا معًا، فلا يمكن للمعرفة الاستغناء عن الإيمان ولا يمكن للإيمان أن يتجاهل المعرفة، الإسلام يدعو دائمًا إلى أن يسير الإيمان والمعرفة بشكل متوازٍ».

### منزل جزيرة الكنيسة 1987

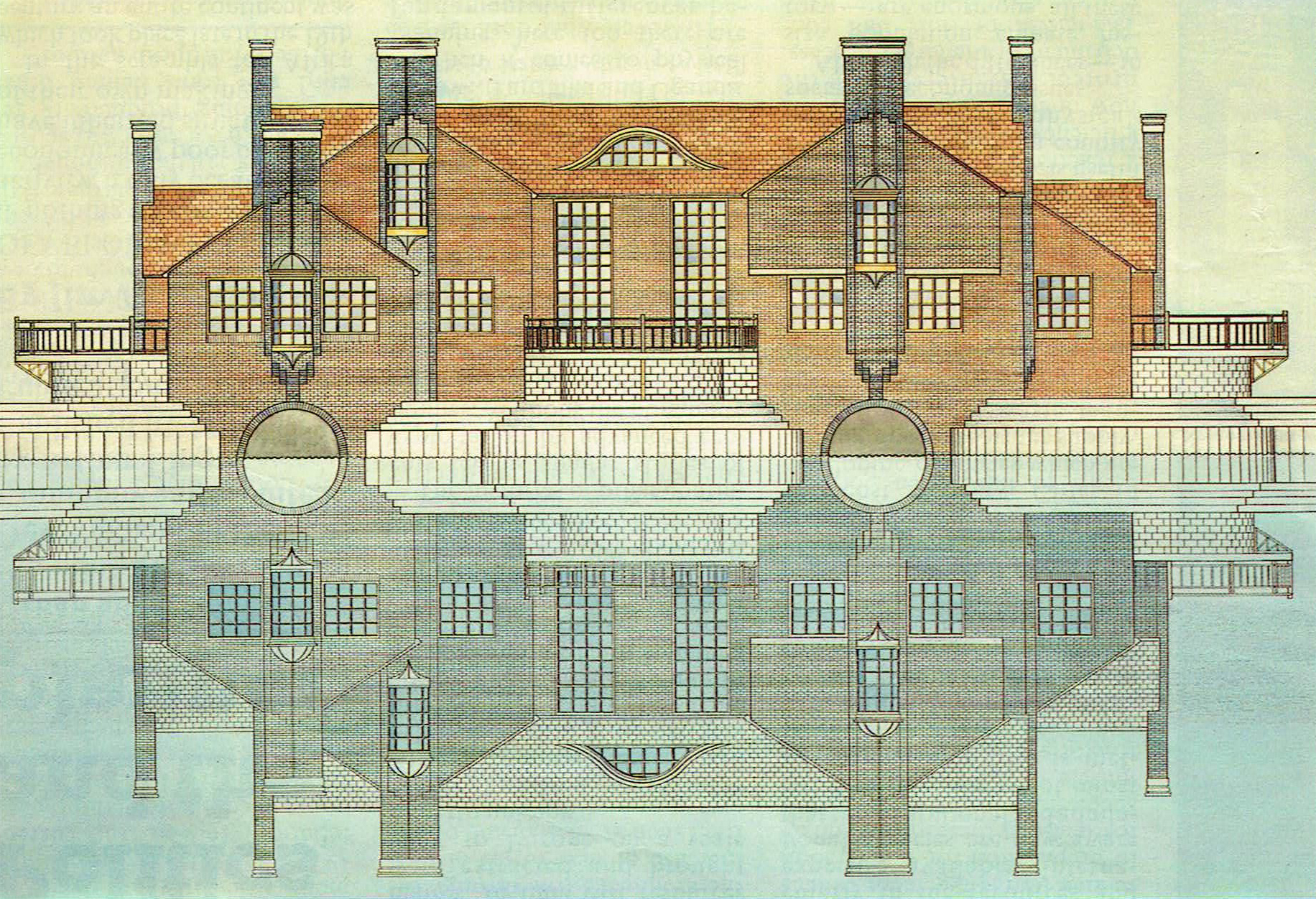
منزل جزيرة الكنيسة في التايمز، ستينز

أختار مايكل جريفز باسل البياتي لتصميم قصره (بالإنجليزية: Church Island House) في جزيرته اليونانية في نهر التايمز،  وأعتمد البياتي في تصميم المنزل على وحدات متعددة من الأشكال الهندسية الهيكلية، واستخدم أعمال الطوب بأسلوب ما بعد الحداثة، وصمم المنزل باستخدام مواد بناء تقليدية مستخدمة في المنطقة.
في عام 1988 عُرض المنزل في متحف العمارة الألماني في فرانكفورت في معرض بعنوان «هندسة التعددية» والذي أحتوى على أعمال جيمس جوان وتيري فاريل وتشارلز جينكس وعشرين مهندسًا معماريًا مشهورون دوليًا.

### مبنى هايد بارك جيت ميوز

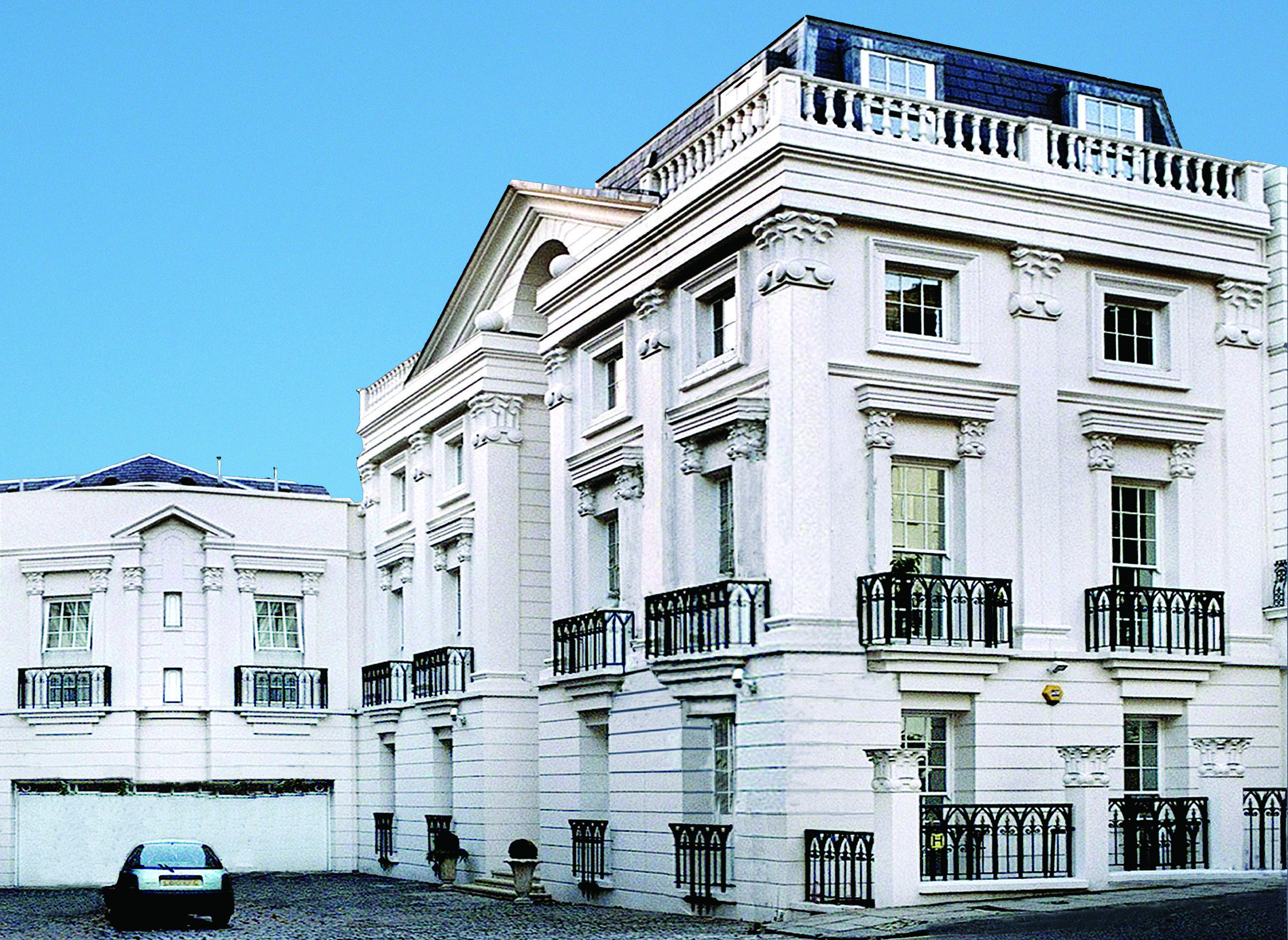
هايد بارك جيت ميوز، لندن

يعكس مبنى (بالإنجليزية: Hyde Park Gate Mews) الجانب الأكثر كلاسيكية في تصميمات البياتي المعمارية، وهو عبارة عن منزل ريفي كلاسيكي مكون من أربعة طوابق صُمم بأسلوب ما بعد الحداثة في قلب مدينة كنسينغتون، وقد وصفت «مجلة التصميم المعماري» أسلوب البياتي بأنه «غارق في تاريخ العمارة الإسلامية، ومستوحى بعمق من أبراج المقابر الفارسية ومساجد القاهرة وقصور المغول … إلخ. ولكنه أيضًا مدفوع بالنمط الكلاسيكي الغربي، مثل مشروعه الخاص ببارك جيت في لندن، المُستمد من نظام الترتيب الكلاسيكي للنسبة بالإضافة إلى استخدام الأعمدة والأسقف.» 

### قبر جول بابا في بودابست 1987

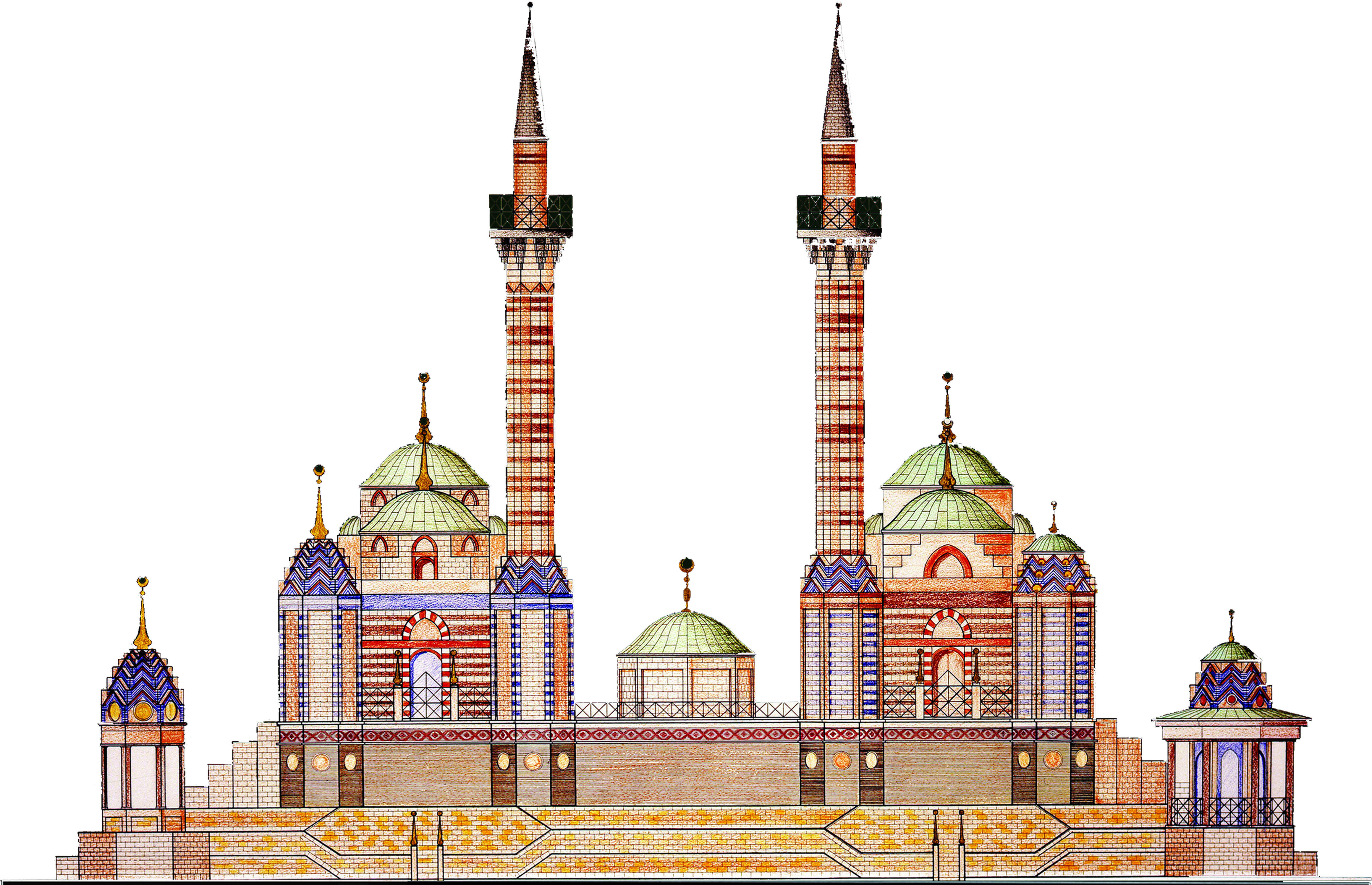
منطقة جول بابا تورب في بودابست

يقدم تصميم الدكتور البياتي لقبر جول بابا (بالإنجليزية: Tomb of Gul Baba) مجمعًا كبيرًا يجمع بنجاح بين أنماط العمارة العثمانية كما كانت تُمارَس في أوروبا الشرقية والعمارة المجرية بأسلوب ليشنر.

### مركز الدرعية الثقافي
استوحى البياتي بعض السمات المعمارية القديمة من أنقاض الدرعية لتضمينها في عناصر تصميم المركز الثقافي الجديد، حيث صمم جدران من الطين بدعامات رباعية ودائرية تُذكر بالتحصينات القديمة، وكذلك ثقوب زخرفية مثلثة مرتبة في صفوف مشابهة للثقوب الموجودة في المباني القديمة، واحتوت المداخل على أماكن راحة علوية، ويهدف من ذلك لتعزيز ارتباط المركز بأطلال العاصمة القديمة.

## أعمال أخرى

### الأعمال الحجرية
صمم البياتي أيضًا عددًا من الأعمال الحجرية كجزء من التصميم المعماري، ومن أبرزها شلال في ويستبورن تيراس،  ومدفأة جناح بالم ولها زخارف دقيقة على شكل طاووس.

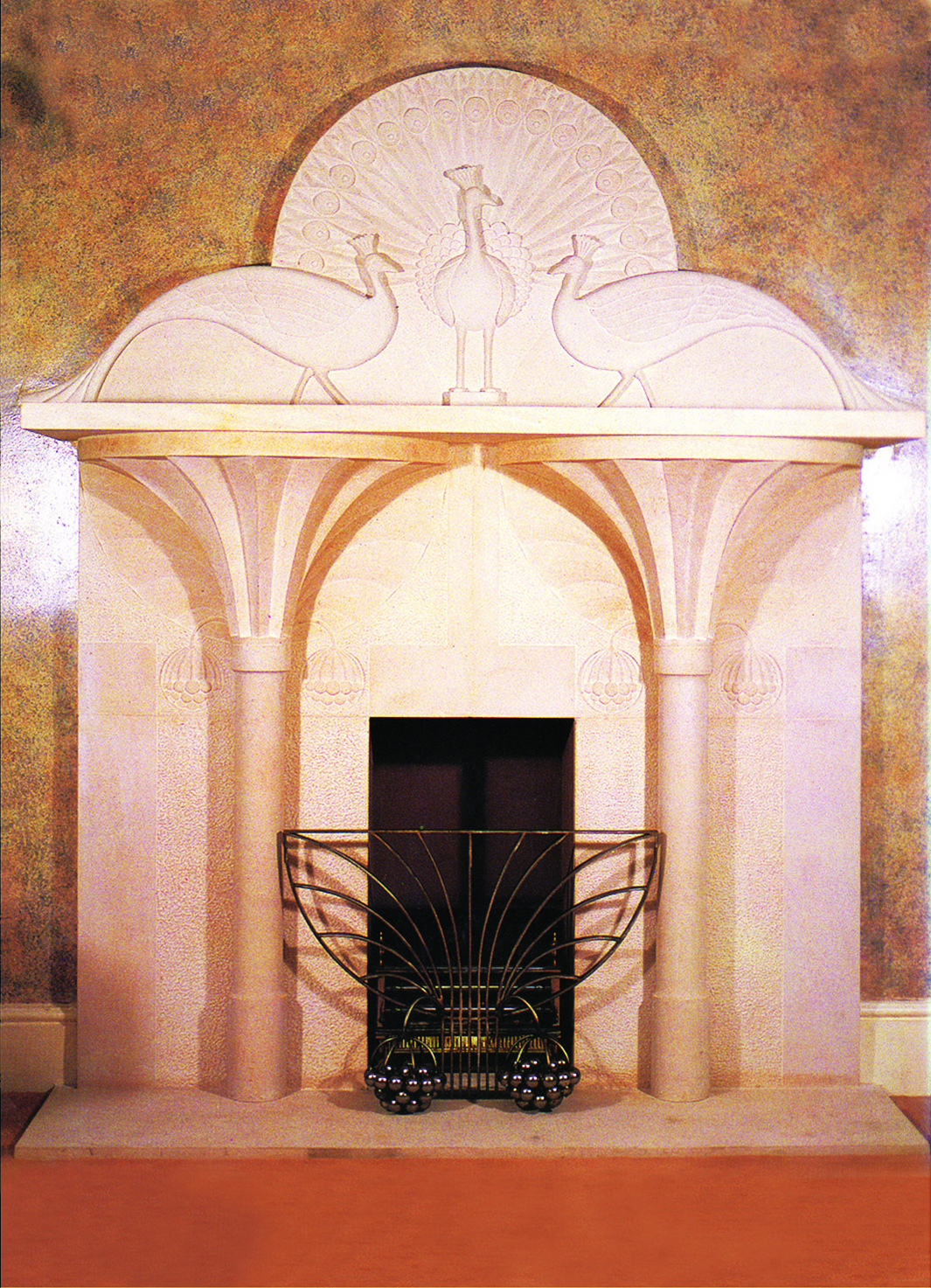
مدفأة جناح بالم

### الكتابة
نشر الدكتور البياتي أعمالًا أخرى غير مجال الهندسة المعمارية، ومنها مؤلفات روائية وسيرة ذاتية وساهم بمقالات في تصميم المباني ومجلة عالم البناء وغيرها.

### كتب
- «(بالإنجليزية: Process and Pattern)»، 1981.[31]
- «(بالإنجليزية: Community and Unity)»، 1983.[31]
- «(بالإنجليزية: The City and the Mosque)»، 1984.[32]
- «(بالإنجليزية: Architect)»، 1988.[33]
- «(بالإنجليزية: Recent Works)»، 1993.[34]
- «(بالإنجليزية: Conceptualist)»، 2008.[35]
- «(بالإنجليزية: The Age of Metaphors)»، 2011.[36]
- «(بالإنجليزية: Baghdad: Memories of an Architect)»، 2012.[37]
- «(بالإنجليزية: In Days of Old. Fabulist)»، 2014.[38]
- «(بالإنجليزية: Creativity in Architectural Design. Fabulist)»، 2015.[39]
- «(بالإنجليزية: The Sun, The Moon, The Architecture of Time)»، 2015.[40]

### كتب أخرى
- «(بالإنجليزية: 100 Years of Architectural Drawing: 1900-2000) - مئة عام من الرسم المعماري: 1900-2000» نيل بينغهام، لندن: لورانس كينج، 2012.[41]
- «(بالإنجليزية: Post-Modern Design) - تصميم ما بعد الحداثة»، مايكل كولينز وأندرياس باباداكيس، لندن: إصدارات الأكاديمية، 1989.[42]
- «(بالإنجليزية: The Cambridge Companion to Modern Arab Culture) - رفيق كامبريدج للثقافة العربية الحديثة»، دوايت رينولدز، لندن: مطبعة جامعة كامبريدج، 2015.[43]
- «(بالإنجليزية: Architecture in the 20th Century) - العمارة في القرن العشرين»، أودو كولترمان، فان نوستراند رينهولد، نيويورك، 1993.[44]
- «(بالإسبانية: Islam: Arte y Arquitectura) - الإسلام: الفن والعمارة»، ماركوس هاتشتاين وبيتر ديليوس، إتش إف أولمان، برلين، 2007.[45]

## جوائز
- 1982: الجائزة الأولى في مسابقة المسجد الرئيسي بجامعة الملك سعود.[46]
- 1982: جائزة الإمارات الثالثة في مسابقة مدينة أبوظبي.[46]
- 1988: حصل تصميم "القرية الشرقية على البحر في الدومينيكان 1988″ على المركز الثاني وتقدير مشرف في "مسابقة لاس تيريناس للهندسة المعمارية".[47][48]
- 1989: حصل على تقدير مشرف من قبل لجنة التحكيم الدولية لمسابقة «لاس تيريناس» للهندسة المعمارية في مدينة نيويورك.[46]
- 1990: الجائزة الأولى في مسابقة MECO صنعاء اليمن (فندق ومركز مؤتمرات).[49]

## وصلات خارجية
- الموقع الرسمي لباسل البياتي.
- العمارة الإسلامية.
- المساجد الجميلة مسجد إدنبرة المركزي.
- مسجد ادنبره الكبير، معهد ماساتشوستس للتكنولوجيا.
- جمعية الفنون الزخرفية.
- أجمل مساجد العالم مسجد إدنبرة المركزي.
- المهندسين المعماريين في المملكة العربية السعودية.
- مسجد الملك فهد والمركز الإسلامي.
- قاموس المهندسين المعماريين الاسكتلنديين.
- المسجد اليوم مقال لإحسان فتحي.
- الخبرات الفعلية لمشاريع التجديد في المدن العربية قصر غمدان، الصفحة: 159.